# أبو العباس القباب
الفقيه الإمام الحافظ، أبو العباس أحمد بن قاسم بن عبذ الرحمن الجذامي الفاسي شهر بالقباب،  كان أحد فقهاء وعلماء أهل عصره بالمغرب، من حفاظ مذهب الإمام مالك، أئمة الورع والدين والتقوى، طلب العلم منذ صباه، حتى أخذ منه بالحظ الوافر، وأفتى وألف التآليف القيمة، وولي القضاء بجبل طارق، فأهلته مكانته ليدخل غرناطة سفيرا على رأس الوفد، ثم اعتزل وعكف على التدريس في (المدينة البيضاء) فالجامع الاعظم بفاس. وعرض عليه قضاء الجماعة فامتنع واختفى مدة. وعاد إلى التدريس والفتيا. وحج. ثم ولي الخطابة بالجامع الاعظم بفاس في النصف الثاني من ذي القعدة{778هـ }وتوفي إثر ذلك. له كتب، منها : (شرح قواعد عياض - خ) الجزء الأول منه، في الزيتونة والقرويين، و (اختصار إحكام النظر لابن القطان)و (فتاوي) كثيرة مجموعة أثبت بعضها الونشريسي في المعيار. وهو أول من نقل عنه وابتدأ به<ref name="ahlalhdeeth.com">

## حياته
هو الإمام العلامة أبو العباس أحمد بن قاسم بن عبد الرحمن الجذامي الفاسي، لقب بالقباب، ولد بفاس وكانت أول محطة له لطلب العلم، وولي الفتوى بها، والقضاء بجبل الفتح ثم اعتزل وعكف على التدريس في (المدينة البيضاء) فالجامع الاعظم بفاس، وقام برحلة إلى المشرق فحج بيت الله الحرام، وأخذ من العلم ماأخذ، عن أشهر علماء الشرق، وفي وجهته هذه اجتمع بابن عرفة في تونس، وكانت تلك بمثابة فرصة لا تعوض، فأطلعه ابن عرفة على مختصره،  وله مناظرات مع سعيد العقباني جمعها العقباني وسماها (لب اللباب في مناظرات القباب) و (شرح مسائل ابن جماعة - )، كما
أخذ العلامة القباب، يشغل نفسه في طلب العلم ومجالسة العلماء، ومن جملة من أخذ عنهم:
السبطي وبن فرحون، والقاضي القشتالي وغيرهم، وأخذ عنه الإمام الشاطبي وابن الخطيب القسطنطيني، وجماعة.

## الوفاة
توفي الإمام القباب، بعدما ترك علما وافرا جله مرتبط بالفقه، وبمذهب الإمام مالك، وكانت وفاته بفاس مسقط رأسه، 
سنة 779هـ.